# Нури Джонкер
Нури Джонкер (на турски: Nuri Conker) е офицер от османската и турската армия и турски политик. Джонкер е сред най-близките хора на Мустафа Кемал Ататюрк.

## Биография
Нури Джонкер е роден през 1882 година в Солун, Османска империя. Завършва военното училище в Битоля и постъпва на служба в армията през 1902 година. Участва в Итало-турската война (1911), Балканските войни (1912 – 1913), Първата световна война (1914 – 1918) и Турската война за независимост (1919 – 1923). След това е на два пъти депутат в турския парламент и член на борда на Тюркие Иш Банкасъ.
Нури Джонкер е един от най-старите приятели на Ататюрк. Сестра му Дрие Ханъм е женена за Салих Бозок. Според Филип Хендрик Стодард той е зет на Сюлейман Аскери бей.

## Дела
- Conker, Mehmed Nuri, Zâbit ve Kumandan, İş Bankası Yayınları, Ankara, 1959. Джонкер пише книгат си в 1930 година. Книгата на Мустафа Кемал Zâbit ve Kumandan ile Hasbihal е отговор на книгата на Джонкер.